# Мегрі
Мегрі́ (вірм. Մեղրի) — місто, розташоване на півдні Вірменії, у марзі (області) Сюнік.

## Географія
Розташований на лівому березі річки Мегрі (притока Араксу). Залізнична станція на недіючій і напівзруйнованій гілці Єреван — Нахічевань — Джульфа — Мегрі — Міджнаван — Баку.

## Історія
Під час російсько-перської війни 1804—1813 років у районі Мегрі велися активні військові дії.
На початку травня 1810 р. перський принц Аббас-Мірза стягнув війська (30 тис. чол.) до Нахічевані з метою вторгнення до Карабаху та оволодіння Грузією. Перейшовши через Аракс, 15 травня 1810 р. перси зайняли Мегрі.
Командир карабаського загону російських військ генерал-майор Петро Небольсин вислав загін (батальйон 17-го єгерського полку, близько 500 чол.) під командуванням полковника Петра Котляревського з завданням звільнити Мегрі, яке, як вузол комунікацій, було ключем до Карабаху і Тебризу.
Гарнізон Мегрі складався з 15 000 чоловік регулярної перської піхоти (сарбазів) з артилерією (7 батарей), розташованої на правому, крутому березі річки Мегрі. Підступи до селища були сильно укріплені засіками, що оборонялися двома сотнями сарбазів. Розділившись на три колони, російський загін непомітно підійшов до Мегрі по долині річки Аракс і вранці 17 червня раптово атакував центральне укріплення персів, увірвався у село і після запеклого бою захопив його. Перси втратили понад 300 осіб, втрати російської загону становили 35 чоловік.
Подальші спроби перських військ повернути Мегрі виявилися безуспішними.

## Економіка
Основу економіки міста становить харчова промисловість: хлібозавод, винний і консервний заводи, сирний завод.
Існує проєкт з будівництва за 15 км від міста ГЕС Мегрі потужністю 6,5 МВт.
У Мегрі розташована газорозподільна станція газопроводу Іран — Вірменія.

## Визначні пам'ятки
У межах міста знаходяться: Фортеця Мегрі (XVII століття), церква Сурб Аствацацин Мец Таха (XVII століття), церква Сурб Саргіс покр Таха (XVII століття), а також етнографічний будинок (XVIII — XX ст.), поблизу міста знаходиться церква Мегре Ванк (XV — XVIII ст.).